# Rheinhessen

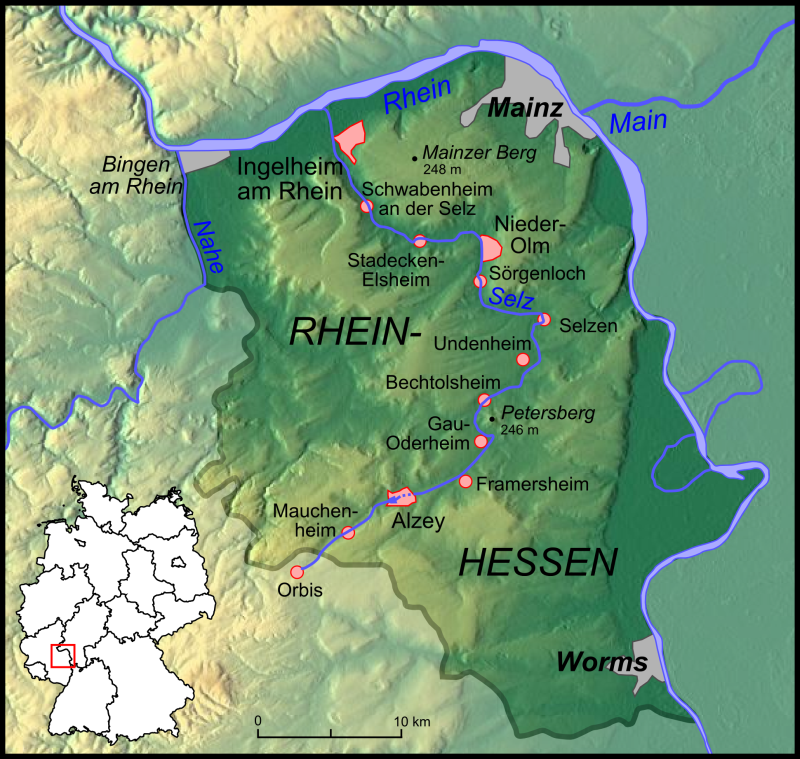
Vinodlingarna i Rheinhessen ligger till stor del längs floderna Rhen, Selz och Nahe.

Rheinhessen i förbundslandet Rheinland-Pfalz är en trakt och Tysklands till ytan största vinregion som ligger på vänstra Rhenstranden.
Det bor drygt 600.000 personer[när?] i Rheinhessen, på en yta av ca 1400 kvadratkilometer, med städerna Mainz i norr, Bingen am Rhein i nordväst och Worms i sydost.

## Historia
Rheinhessen var provins i storhertigdömet Hessen och skildes av Rhen i öster från provinsen Starkenburg och i norr från preussiska provinsen Hessen-Nassau samt begränsas i söder av Rheinpfalz, i väster av preussiska Rhenprovinsen. 1910 hade provinsen en yta på 1 373 km2 och 382 438 invånare, katoliker och protestanter i nästan lika delar.
Landet hör till de bäst odlade och tidigast kultiverade samt i historiskt hänseende mest intressanta områden i Tyskland. Omkring 10 procent av hela arealen var vingårdar, som lämnade 350-500 000 hektoliter vinmust (ojäst vin). De förnämsta vinerna kom från Oppenheim, Nierstein, Nachenheim, Laubenheim, Bingen (med Rochersberg) och Worms, som på en klosterruin av 3,5 har frambringar det äkta Liebfraumilchvinet. Industrin var inte synnerligen stor (på landsbygden huvudsakligen stenbrott, cement- och tegelbruk).
Provinsen var indelad i 5 kretsar. Huvudort för vinhandeln var Mainz, som också var provinsens huvudstad.
1801-14 tillhörde Rheinhessen Frankrike.
Efter tyska revolutionen 1918 blev Rheinhessen en provins i storhertigdömets efterföljarstat Folkstaten Hessen. Rheinhessen hörde enligt Versaillesfördraget till det (till 1935) av de allierade ockuperade området (franska ockupationszonen). 
Efter Tysklands nederlag i andra världskriget hamnade provinsen i den franska ockupationszonen. 1946 avskildes Rheinhessen formellt från Folkstaten Hessen och förenades med det nya förbundslandet Rheinland-Pfalz.

## Vinproduktionen idag
Totalt är 26 440 hektar planterade med vin
Regionen är uppdelad i de tre distrikten (Bereiche) Bingen, Nierstein och Wonnegau, som i sin tur består av sammanlagt 24 Großlagen och 432 Einzellagen. Rheinhessen ligger i vinodlingszon (Weinbauzone) A och är därmed en sval region.
Bland de gröna druvorna dominerar Müller-Thurgau och Riesling. Den vanligaste blå druvan är Dornfelder. 70% av den totala produktionen är vita viner.
Sedan 1953/1954 representeras regionen av den årligen valda vindrottningen Rheinhessische Weinkönigin. I maj 2008 valdes regionens huvudort Mainz in som medlem i det internationella nätverket Great Wine Capitals.